# Zach Charbonnet
Zachariah Charbonnet (Camarillo, California; 8 de enero de 2001) más conocido como Zach Charbonnet, es un jugador profesional estadounidense de fútbol americano, se desempeña en la posición de running back en Seattle Seahawks, en la National Football League (NFL).

## Carrera
Hizo su debut profesional con el equipo Seattle Seahawks, lleva jugando una temporada, comenzó en el 2023.